# Diócesis de Banská Bystrica
La diócesis de Banská Bystrica (en latín: Dioecesis Neosolien(sis) y en eslovaco: Banskobystrická diecéza) es una circunscripción eclesiástica latina de la Iglesia católica en Eslovaquia, sufragánea de la arquidiócesis de Bratislava. La diócesis tiene al obispo Marián Chovanec como su ordinario desde el 20 de noviembre de 2012.

## Territorio y organización
La diócesis tiene 6675 km² y extiende su jurisdicción sobre los fieles católicos de rito latino residentes en la región de Banská Bystrica, a excepción de los distritos de Brezno, Poltár, Rimavská Sobota y Revúca. Comprende además el distrito de Partizánske de la región de Trenčín y parte del distrito de Levice de la región de Nitra. 
La sede de la diócesis se encuentra en la ciudad de Banská Bystrica, en donde se halla la Catedral de San Francisco Javier.
En 2018 en la diócesis existían 155 parroquias.

## Historia
La diócesis fue erigida el 13 de marzo de 1776 con la bula Regalium principum del papa Pío VI, obteniendo el territorio de la arquidiócesis de Estrigonia, de la que originalmente era sufragánea.
El 2 de septiembre de 1937, como resultado de la bula Ad ecclesiastici del papa Pío XI, pasó a ser una diócesis inmediatamente sujeta a la Santa Sede.
El 30 de diciembre de 1977, cuando se creó la provincia eclesiástica de la arquidiócesis de Trnava, Banská Bystrica se convirtió en sufragánea.
Con la reorganización de las circunscripciones eclesiásticas del oeste de Eslovaquia el 14 de febrero de 2008, Banská Bystrica se convirtió en sufragánea de la arquidiócesis de Bratislava, se expandió incorporando una parte del territorio que pertenecía a la arquidiócesis de Bratislava-Trnava, transfirió el decanato de Brezno a la diócesis de Rožňava y mediante la bula Slovachiae sacrorum del papa Benedicto XVI cedió otra parte de su territorio para la erección de la diócesis de Žilina.
La diócesis fue visitada por el papa Juan Pablo II en 2003. El 12 de septiembre celebró una misa en la plaza principal, la misma plaza donde en 1964 la estatua mariana fue retirada de su columna durante un discurso de Nikita Jrushchov.

## Estadísticas
De acuerdo al Anuario Pontificio 2019 la diócesis tenía a fines de 2018 un total de 365 192 fieles bautizados.
| Año                                                                             | Población            | Población | Población      | Sacerdotes | Sacerdotes    | Sacerdotes    | Bautizados por sacerdote | Diáconos permanentes | Religiosos | Religiosos | Parroquias |
| Año                                                                             | Bautizados católicos | Total     | % de católicos | Total      | Clero secular | Clero regular | Bautizados por sacerdote | Diáconos permanentes | Varones    | Mujeres    | Parroquias |
| ------------------------------------------------------------------------------- | -------------------- | --------- | -------------- | ---------- | ------------- | ------------- | ------------------------ | -------------------- | ---------- | ---------- | ---------- |
| 1949                                                                            | 231 078              | 312 350   | 74.0           | 223        | 195           | 28            | 1036                     |                      | 66         | 309        | 120        |
| 1969                                                                            | 320 000              | 442 696   | 72.3           | 135        | 125           | 10            | 2370                     |                      | 10         |            | 104        |
| 1980                                                                            | 383 078              | 532 149   | 72.0           | 120        | 113           | 7             | 3192                     |                      | 7          |            | 120        |
| 1990                                                                            | 399 285              | 567 602   | 70.3           | 124        | 124           |               | 3220                     |                      |            |            | 120        |
| 1999                                                                            | 320 335              | 615 631   | 52.0           | 190        | 151           | 39            | 1685                     | 1                    | 94         | 121        | 111        |
| 2000                                                                            | 327 586              | 606 680   | 54.0           | 159        | 111           | 48            | 2060                     | 1                    | 111        | 121        | 116        |
| 2001                                                                            | 338 695              | 601 636   | 56.3           | 163        | 112           | 51            | 2077                     | 1                    | 89         | 284        | 115        |
| 2002                                                                            | 355 706              | 595 581   | 59.7           | 164        | 112           | 52            | 2168                     | 1                    | 95         | 294        | 115        |
| 2003                                                                            | 362 008              | 586 422   | 61.7           | 223        | 164           | 59            | 1623                     | 1                    | 91         | 284        | 117        |
| 2004                                                                            | 348 627              | 581 146   | 60.0           | 221        | 162           | 59            | 1577                     | 1                    | 93         | 295        | 120        |
| 2006                                                                            | 366 170              | 590 494   | 62.0           | 231        | 170           | 61            | 1585                     | 1                    | 92         | 292        | 122        |
| 2012                                                                            | 401 300              | 616 000   | 65.1           | 164        | 109           | 55            | 2446                     | 2                    | 89         | 278        | 155        |
| 2015                                                                            | 373 713              | 605 284   | 61.7           | 279        | 215           | 64            | 1339                     | 2                    | 96         | 234        | 155        |
| 2018                                                                            | 365 192              | 592 928   | 61.6           | 280        | 224           | 56            | 1304                     | 2                    | 70         | 188        | 155        |
| Fuente: Catholic-Hierarchy, que a su vez toma los datos del Anuario Pontificio. |                      |           |                |            |               |               |                          |                      |            |            |            |

## Episcopologio
- František von Berchtold † (16 de septiembre de 1776-14 de agosto de 1793 falleció)
  - Sede vacante (1793-1800)
- Gabriel Zerdahelyi † (22 de diciembre de 1800-5 de octubre de 1813 falleció)
  - Sede vacante (1813-1818)
- Antón Mákay † (21 de diciembre de 1818-24 de noviembre de 1823 nombrado obispo de Veszprém)
- Jozef Belánsky † (24 de noviembre de 1823-3 de enero de 1843 falleció)
  - Sede vacante (1843-1845)
- Jozef Rudnyánszky † (20 de enero de 1845-14 de marzo de 1850 renunció)
- Štefan Moyzes † (17 de febrero de 1851-5 de julio de 1869 falleció)
  - Zigmund Szuppán † (27 de junio de 1870-7 de octubre de 1870 renunció) (obispo electo)
- Arnold Ipolyi-Stummer † (22 de diciembre de 1871-7 de junio de 1886 nombrado obispo de Oradea)
- Imrich Bende † (17 de marzo de 1887-19 de enero de 1893 nombrado obispo de Nitra)
- Karol Rimely † (15 de junio de 1893-13 de enero de 1904 falleció)
- Wolfgang Radnai † (11 de julio de 1904-16 de diciembre de 1920 renunció[6])
- Marián Blaha † (16 de diciembre de 1920-21 de agosto de 1943 falleció)
- Andrej Skrábik † (21 de agosto de 1943 por sucesión-8 de enero de 1950 falleció)
  - Sede vacante (1950-1973)
- Jozef Feranec † (19 de febrero de 1973-14 de febrero de 1990 retirado)
- Rudolf Baláž † (14 de febrero de 1990-27 de julio de 2011 falleció)
- Marián Chovanec, desde el 20 de noviembre de 2012